# Johann Angelo Ferrari
Johann Angelo Ferrari (1806-18 de Maio de 1876, Viena) foi um entomólogo austríaco, nascido em Itália, especializado em Coleoptera, especialmente na família Scolytidae.
Escreveu Die Forst- und Baumzuchtschädlichen Borkenkäfer (Tomicides Lac.) aus der Familie der Holzverderber (Scolytides Lac.), mit besonderer Berücksichtigung vorzüglich der europäischen Formen, und der Sammlung der k. k. zoologischen Kabinettes in Wien. Gerolds Sohn, Wien